# راشيل برادو
راشيل برادو (من مواليد 1970) هى إحصائية فنزويلية. وهي أستاذة الإحصاء في كلية جاك باسكن للهندسة بجامعة كاليفورنيا، سانتا كروز، وانتُخبت رئيسًا للجمعية الدولية لتحليل بايزي لعام 2019.

## النشـأه
ولدت راشيل برادو في 24 أبريل 1970 في كاراكاس وتخرجت من جامعة سيمون بوليفار في عام 19931. ثم حصلت على الدكتوراه في الإحصاء من جامعة ديوك في عام 1998. أطروحتها هيكل كامن في سلاسل زمنية غير ثابتة، أشرف عليها مايك ويست.
ثم بعد حصولها على الدكتوراه، عادت إلى جامعة سيمون بوليفار كعضو هيئة تدريس قبل أن تنتقل إلى سانتا كروز. راشيل هي أستاذة الإحصاء في كلية جاك باسكن للهندسة بجامعة كاليفورنيا، سانتا كروز.

## اعمالها
قامت راشيل وهى متخصصه في الاستدلال البايزي لبيانات السلاسل الزمنية مع مايك ويست، كما قامت بتأليف كتاب السلسلة الزمنية النمذجة والحساب والاستدلال[بحاجة لمصدر] (نصوص في العلوم الإحصائية، مطبعة سي آر سي ، 2010.
حيث قامت راشيل مع راجارشي غنيوجي دان سبنسر، بتطوير مناهج انحدار موتر بايزي لبيانات التصوير العصبي، وهو مشروع فاز بجائزة في مؤتمر الإحصائيات في التصوير لعام 2019[بحاجة لمصدر]؛ كما قامت بتطوير مع تشنغ هان يو ، هيرناندو أومباو ، ودانييل رو نماذج لتحليل التصوير بالرنين المغناطيسي الوظيفي ذي القيمة المعقدة؛ كما طورت بالتعاون مع أناليسا كادونا وثاناسيس كوتاس نماذج مرنة للتحليل الطيفي لسلاسل زمنية متعددة؛ وبالتعاون مع راكيل باراتا وبرونو سانسو طورت نماذج لاكتشاف الأنهار الجوية والتنقيب عنها.

## الجوائز
في عام 1999، فازت راشيل برادو و المشاركون أندرو كريستال ومايك ويست بجائزة التطبيق الإحصائي المتميز من الجمعية الإحصائية الأمريكية لعملهم في التحليل الإحصائي لبيانات تخطيط الدماغ الكهربائي[بحاجة لمصدر].
في عام 2013، أصبحت راشيل برادو عضوًا في جمعية الإحصاء الأمريكية. وهي رئيسة الجمعية الدولية لتحليل بايزي [بحاجة لمصدر]لعام 2019.